# Johanna Rytting Kaneryd
Johanna Rytting Kaneryd (Kolsva, 12 de fevereiro de 1997) é uma futebolista sueca, que atua como avançada (br: atacante) e como média (br: meia).
Atualmente (2023), joga pelo Chelsea FC Women, clube sediado na cidade de Londres em Inglaterra.
Integra a Seleção Sueca de Futebol Feminino desde 2021. 

## Carreira
Johanna Rytting Kaneryd integrou a  Seleção Sueca de Futebol Feminino na Copa do Mundo de Futebol Feminino de 2023, tendo a Suécia ficado em 3.º lugar, e conquistado a medalha de bronze.

## Clubes
Jogou por vários clubes: 
- Djurgårdens IF (2016–2017)
- FC Rosengård (2018–2020)
- BK Häcken (2021–2022)
- Chelsea FC Women (2022–)

## Títulos
Johanna Rytting Kaneryd conquistou vários títulos durante a sua carreira desportiva: 
- Campeonato Sueco de Futebol Feminino – 2019
- Copa da Suécia de Futebol Feminino – 2020/2021
- Algarve Cup – 2022
- Campeonato Inglês de Futebol Feminino – 2022/2023
- Copa da Inglaterra – 2022/2023
- Copa do Mundo de Futebol Feminino -  2023